# Ford Fusion
O Fusion é um sedan da Ford produzido na fábrica de Hermosillo, México e nos Estados Unidos, juntamente com o Ford Edge. Foi lançado no mercado americano em 2005 com motor V6 e um ano depois recebeu o motor 2.3 Duratec (o mesmo de Focus, Mondeo e EcoSport, mas ampliado).
Em 2006 começou a ser comercializado no Brasil para suceder o Ford Mondeo, foi comercializado somente na versão SEL com motor 2.3, sendo um sucesso de vendas devido ao preço competitivo. A versão híbrida, primeiro carro desse tipo a ser comercializado em terras brasileiras, foi lançada em 2010. Uma versão reestilizada começou a ser fabricada em 2009, com lançamento simultâneo com os Estados Unidos.
Já a segunda geração fez sua estreia em 2013, sendo vendida também no Brasil.
A Ford tinha anunciado encerrar a produção do sedã no fim de 2020, contudo, a crise desencadeada pelo COVID-19 antecipou o fim da produção do modelo, que foi anunciada em maio de 2020.

## Primeira geração (2005–2009)
O Ford Fusion foi feito com base (plataforma, motor, câmbio, suspensão) do Mazda 6, um carro robusto e de renome mundial. Sendo fabricado no México, o Fusion se beneficiou do acordo de livre comércio entre o Brasil e o México, que não cobra taxa de importação para carros fabricados no outro país. Sendo assim, o Fusion foi disponibilizado no Brasil com preços bastante competitivos, com preço na faixa dos sedãs médios nacionais (tais como Honda Civic EXS, Toyota Corolla SEG, Chevrolet Vectra Elite, etc.), mesmo sendo de uma categoria superior (sedãs médio-grandes, tais como Volkswagen Passat, Honda Accord, Toyota Camry, etc.)

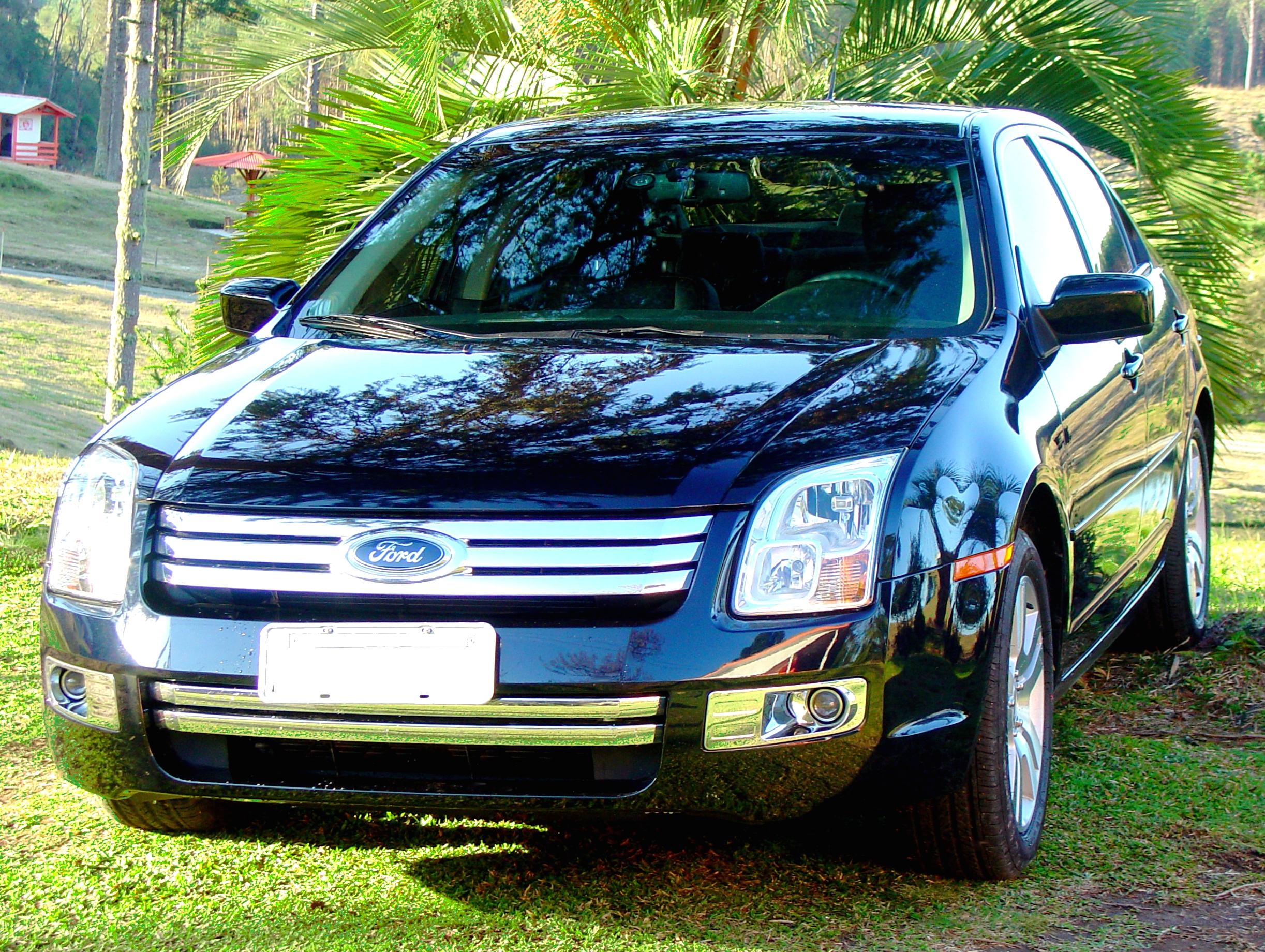
Modelo do Ford Fusion vendido no Brasil (2006-2010).

O Fusion começou a ser vendido no Brasil a partir de 2006 substituindo o Ford Mondeo, foi comercializado somente na versão top (SEL). Em 2007 foi trazida a linha 2008 para o mercado brasileiro, adicionando novas opções de cores às já disponíveis, além de outros itens de série, como sensor de estacionamento instalados nos pára-choques, sensor de monitoramento da pressão dos pneus e abertura da porta com acionamento por teclado numérico. Também traz sistema de som com 8 alto-falantes (há que se falar que este é de excelente qualidade), direção hidráulica, um conjunto de 6 air bags (2 frontais para o motorista e passageiro, 2 para os passageiros do banco traseiro, 2 superiores do tipo cortina), freios ABS nas quatro rodas transmissão automática de 5 velocidades com redução eletrônica (kick down), interior em couro, ar-condicionado digital, acendimento automático dos faróis, rodas de liga leve com aro 17 polegadas, teto solar (único opcional), motor 2.3L 16V com 162 cv de potência (capaz de fazer de 0–100 km/h em 10,3 segundos). É um dos maiores sedã da sua categoria com 4,83 m de comprimento.

### Motores
- 2.3 L L4 162 cv e 20,7 kgf.m a 4.500rpm.

### Desempenho
- Aceleração de 0 a 100 km/h: 9.9 s
- Velocidade máxima: 180 km/h (limitada eletronicamente)

### Consumo
- Cidade: 8,0 km/l
- Estrada: 14,5 km/l

### Cores Disponíveis

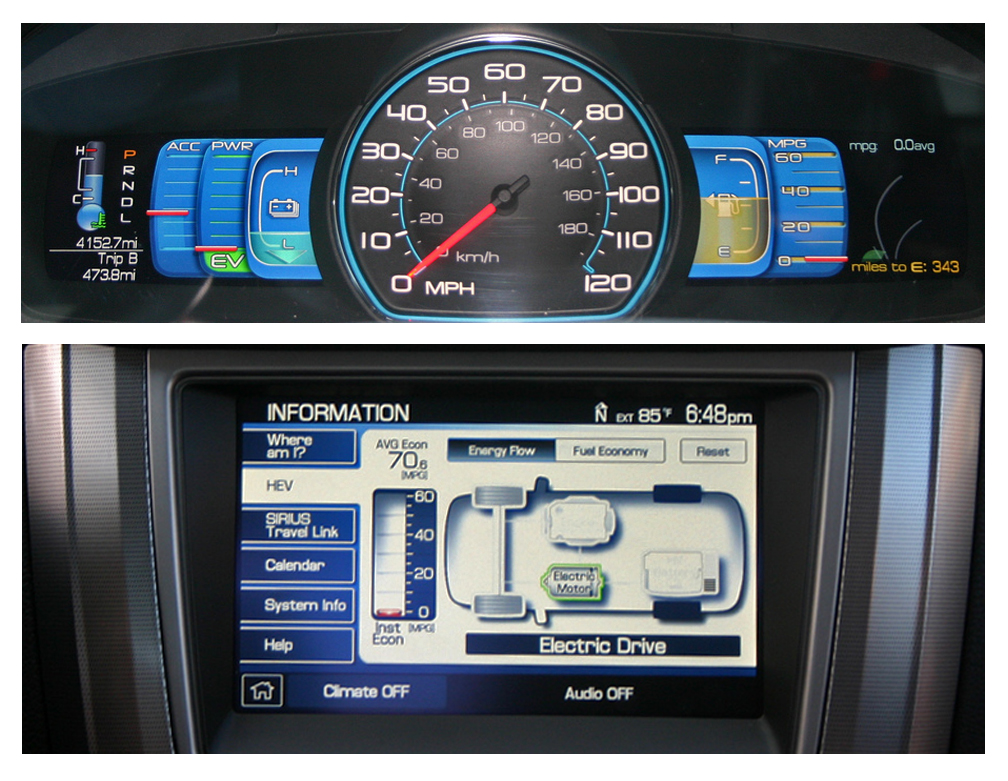
O painel digital do Ford Fusion Hybrid mantem os registros das melhorias atingidas no estilo "eco-driving" (acima) e do tipo de propulsão que está sendo ulizado pelo veículo (abaixo).

- Preto Chamonix
- Prata Baden
- Branco Málaga
- Azul Toulouse
- Cinza Bernau
- Verde Nápolis
- Vermelho Moscou

### Atualização da primeira geração (2010)
A reestilização do Ford Fusion começou a ser produzida em 2009 já como modelo 2010. A plataforma continuou a mesma (assim como as dimensões do carro), mas com alterações nos motores e câmbios. O motor 2.3L foi ampliado para 2.5L, com a potência aumentada de 162cv para 173cv (uma das reivindicações dos consumidores) e a caixa de câmbio passou a oferecer 6 marchas com opção de trocas manuais, ao invés das 5 do anterior, assim o câmbio ficou melhor escalonado, aproveitando melhor o motor. Porém, a maior novidade foi a disponibilização para o mercado brasileiro do motor 3.0L V6 de 243cv, preenchendo uma lacuna no mercado para combater o Hyundai Azera, que é disponibilizado somente com motor V6 a preços mais baixos que o Ford Fusion.
Atendendo a pedidos, o Ford Fusion teve seu diâmetro de giro reduzido (facilitando as manobras) e suspensão ligeiramente mais firme (melhorando a estabilidade). O Fusion ganhou em todas as versões iluminação permanente de instrumentos Ice-blue, 2 tweeters traseiros (12 alto-falantes no total), ar condicionado dual-zone (controle individual de temperatura para motorista e passageiro), direção com assistência elétrica, controle de tração, controle de estabilidade e ajuste elétrico do banco do passageiro (do motorista já existia na versão anterior). O teto solar e a pintura metálica continuam a ser os únicos opcionais para ambas versões.
A versão V6 ainda possuía o sistema de entretenimento Ford Sync (com rádio/CD/DVD/MP3/Bluetooth/USB e disco rígido de 10 gb), câmbio com opção para troca sequenciais de marcha e tração integral, que trabalha sob demanda, tracionando as rodas traseiras quando há perda de aderência nas rodas dianteiras. Devido ao sistema de tração integral, o tanque da versão V6 é menor, tendo 62L ao invés dos 66L da versão 4 cilindros. Na versão brasileira o GPS do Ford Sync inicialmente não possuía mapas brasileiros, mas em 2012 esse problema foi sanado com uma atualização gratuita da Ford, incluindo também o idioma em português.

#### Motores
- 2.5 L L4 173 cv a 6.000rpm e 22,9 kgf.m a 4.000rpm.
- 3.0 L V6 243 cv a 6.550rpm e 30,8 kgf.m a 4.300rpm.

#### Desempenho
2.5L L4
- Aceleração de 0 a 100 km/h: 9.9 s
- Velocidade máxima: 180 km/h (limitada eletronicamente)

3.0L V6
- Aceleração de 0 a 100 km/h: 8.5 s
- Velocidade máxima: 180 km/h (limitada eletronicamente)

#### Consumo (Norma NBR-7024)
2.5L L4
- Cidade: 9,2, km/L
- Estrada: 14,4 km/L

3.0L V6
- Cidade: 7,3 km/L
- Estrada: 11,7km/L

#### Cores Disponíveis
- Preto Bristol
- Prata Munique
- Branco Sibéria
- Azul Florence
- Cinza Berlin
- Verde Lion
- Vermelho Ibiza
- Vermelho Bordeaux

#### Versão híbrido elétrico
O modelo híbrido elétrico do Ford Fusion foi lançado nos Estados Unidos em março de 2009 como modelo 2010, simultâneamente com seu gêmeo, o Mercury Milan Hybrid. A versão brasileira do Fusion Hybrid foi mostrada no Salão do Automóvel de São Paulo em outubro de 2010, e começou a ser montado no Brasil, fabricado no México, aliviando os preços dos impostos. As vendas começaram em novembro de 2010 a um preço de R$133.900. O Fusion Hybrid é o primeiro modelo do tipo híbrido completo disponível no Brasil. Este modelo é o Carro Presidencial do Brasil.

## Segunda geração (2013–2020)
Em 2013, a Ford anunciou um modelo totalmente novo do Ford Fusion, que segue o novo padrão visual da companhia originado do conceito Ford Evos. A plataforma-base do carro foi desenvolvida na Europa e, assim como o Fusion anterior, o modelo está sendo montado em Hermosillo, no México. Uma fábrica auxiliar também produz o modelo em Michigan, Estados Unidos. A versão híbrida é produzida apenas no México e está disponível no mercado brasileiro.
No Brasil seu único opcional é o teto solar e seus atuais concorrentes são o Hyundai Azera e o Volkswagen Passat.

### Versões comercializadas no Brasil
No Brasil, o Fusion é o sedan top de linha da Ford.
SE 2.5 Flex
- Motor: 2.5 Duratec iVCT
- Potência: 167 cv (G) / 175 cv (E)
- Torque: 23,2 kgfm (G) / 24,2 kgfm (E)

SEL 2.0 EcoBoost
- Motor: 2.0 EcoBoost
- Potência: 248 cv
- Torque: 38 kgfm

Titanium 2.0 EcoBoost
- Motor: 2.0 EcoBoost
- Potência: 248 cv
- Torque: 38 kgfm

Titanium 2.0 EcoBoost AWD
- Motor: 2.0 EcoBoost
- Potência: 248 cv
- Torque: 38 kgfm

Titanium Hybrid
- Motor: 2.0 de ciclo Atkinson
- Potência: 145 cv + 88 kW = 190 cv
- Torque: 35,8 kgfm

ATENÇÃO! Todos os Ford Fusion Hybrid de 2ª geração fabricados até 15/08/2015 possuem um problema na transmissão HF35. Nos EUA, através de chamado registrado na NHTSA, a Ford convocou os proprietários para sanar o problema de ajuste de pré-carga do rolamento do diferencial da transmissão (reparo ou troca integral da transmissão). 
Essa campanha recebeu o nome de TSB 14B07. No Brasil, até o momento, não temos registro da convocação e os veículos vêm apresentando problema. O custo da reparação está estimado em R$ 35.500,00.

### Versões comercializadas no Estados Unidos
S e SE
- Motor: 2.5L Duratec 16V
- Potência: 173 cv @ 6.000 rpm
- Torque: 24 kgfm @ 4.500

Hybrid S, Hybrid SE, Hybrid Titanium, Energi SE, Energi Titanium, Hybrid Platinum e Energi Platinum
- Motor: 2.0 iVCT de ciclo Atkinson e Motor Elétrico
- Potência: 141 cv @ 6.000 rpm
- Torque: 17,8 kgfm @ 4.000 rpm

Titanium e Platinum
- Motor: 2.0 EcoBoost
- Potência: 245 cv @ 5.500 rpm
- Torque: 38 kgfm @ 3.000 rpm

Sport
- Motor: 2.7 EcoBoost V6
- Potência: 325 cv @ 5.500 rpm
- Torque: 52,5 kgfm @ 3.500 rpm

## NASCAR

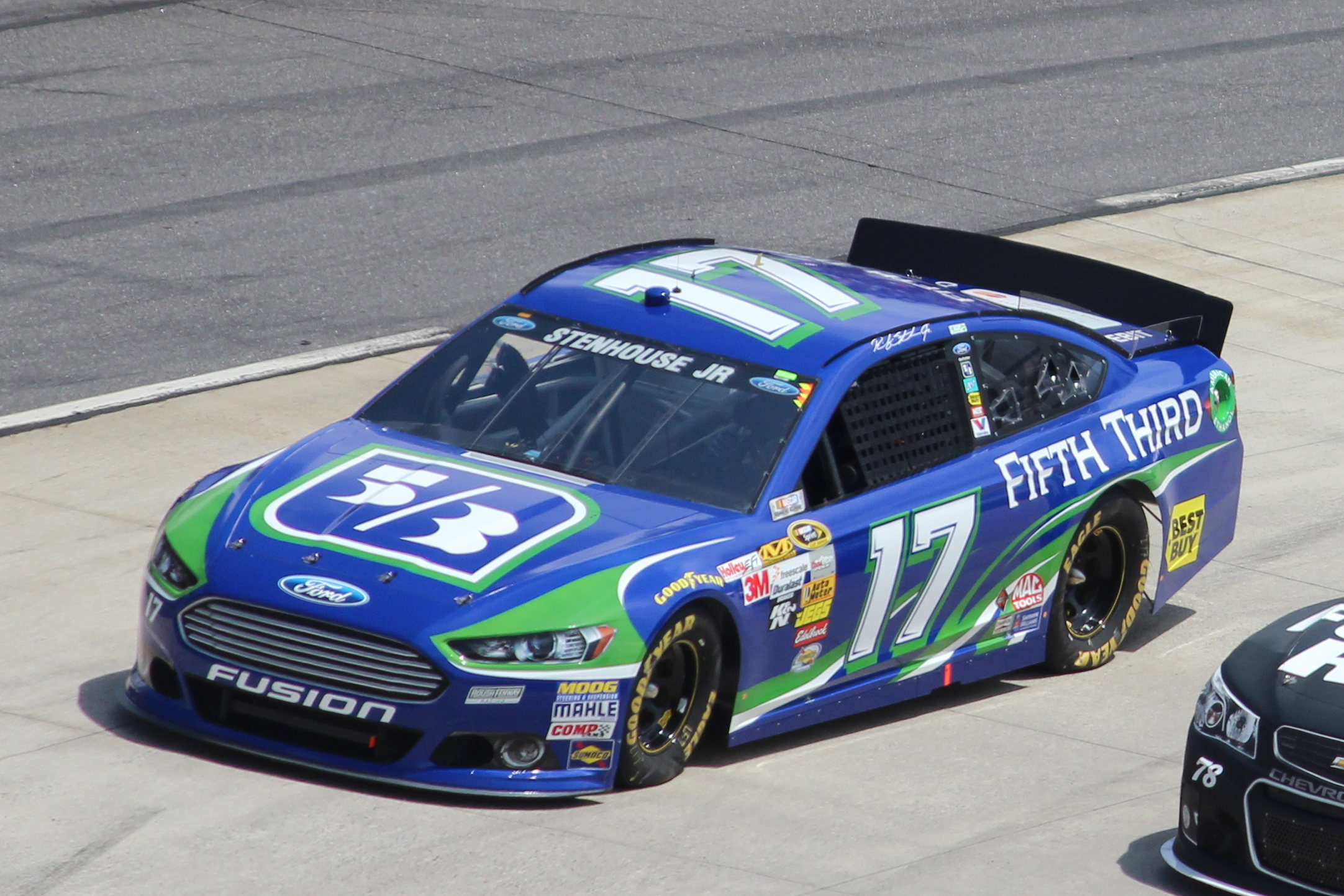
Ford Fusion na NASCAR em 2013.

O Fusion começou a representar os carros da Ford na NASCAR a partir de 2006, em substituição ao Ford Taurus. A segunda geração começou a ser representada a partir de 2013, com a geração 6 dos carros da categoria.